# Воденица Војислава Стефановића у Кусићу
Воденица Војислава Стефановића у Кусићу, месту у општини Велико Градиште, налази се на реци Пек. Саграђена је почетком 20. векa на остацима старе воденице. Данашњи облик добила је темељним поправкама 1934. године, када су од шест камена избачена два и дограђена бочна соба. Воденица представља непокретно културно добро као споменик културе.

## Изглед воденице
Воденица је изграђена у облику ћириличног слова Г и већих је димензија 17,10 x 5,00 метара са бочним делом 4,00 х 8,00 метара. Грађевина се састоји од воденице, ходника, помељарске собе, млинареве собе и још једне помоћне просторије у којој се налазио пети камен. Темељи су од ломљеног камена, сем дела изнад воденичког јаза где се налазе дрвене греде постављене на побијене стубове. Стубови су побијени у три реда, горњим делом су учепљене у архитравне греде, a главну зглобну везу између њих чине гвоздене кланфе. Зидови су од опеке, осим у воденици где су од чамових дасака. Кров је сложен, кровни покривач је бибер цреп.
За рад воденице доведена је вода са реке Пек воденичним јазом. У воденици се налазе четири воденичка камена, поређана у низу и сваки ради засебно преко свог механизма који је израђен у духу традиционалне народне израде, са доста карактеристичних елемената и детаљa.
Воденица дели судбину већине воденица на рекама Србије и тренутно напуштена и постепено пропада.